# Thiên nga đen

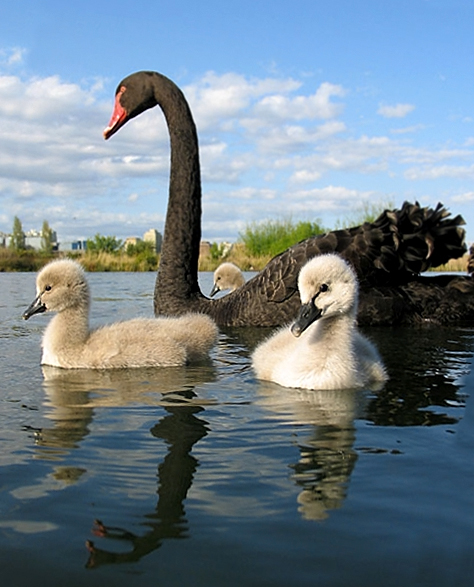
Thiên nga đen (Cygnus atratus) và con non

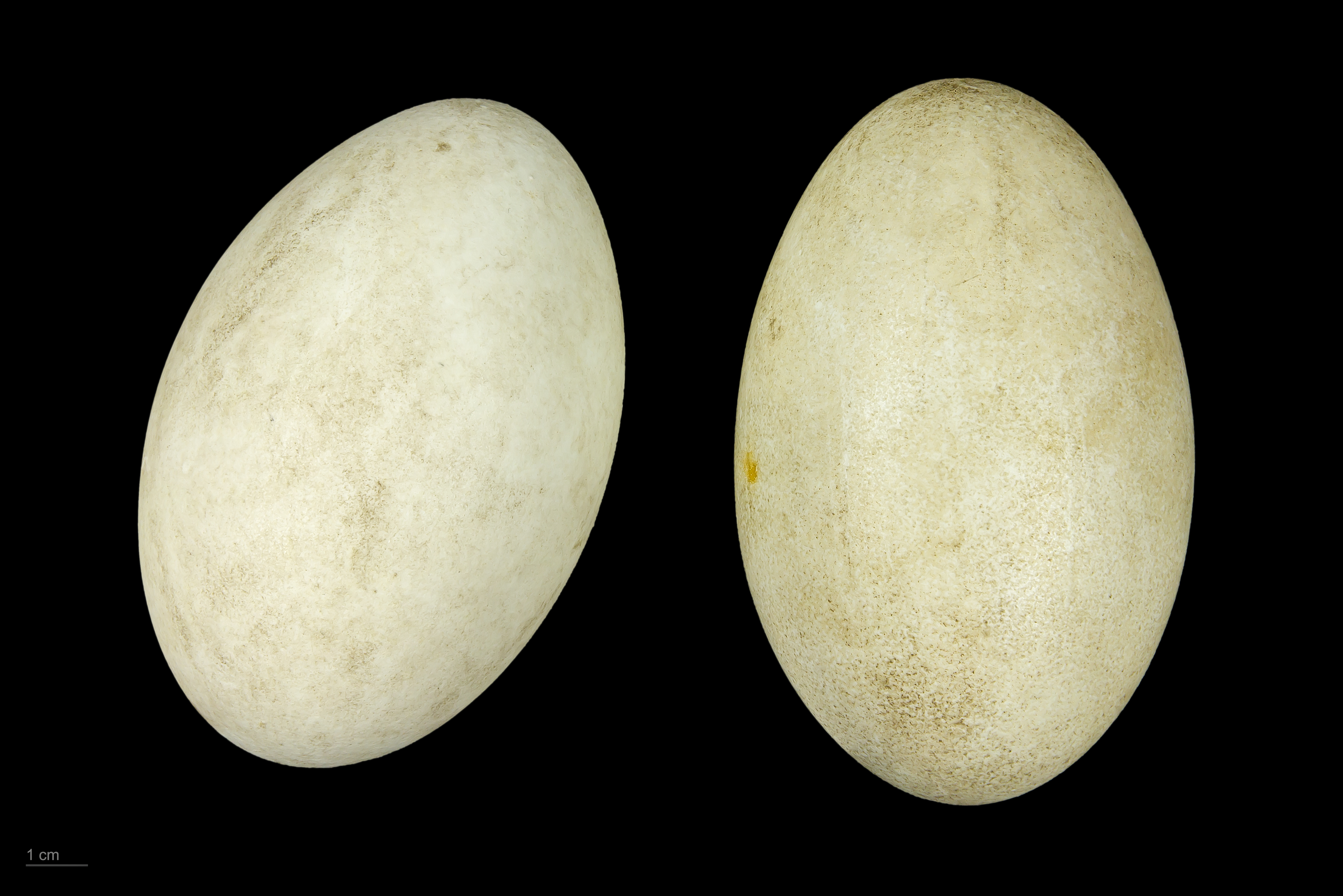
Cygnus atratus

Thiên nga đen (danh pháp hai phần: Cygnus atratus) là một loài chim thuộc phân chi Chenopis trong chi thiên nga, họ Vịt. Đây là loài bản địa của Úc, loài này đã bị săn bắt đến mức tuyệt chủng nhưng sau đó được nhập nội vào New Zealand. Loài này chủ yếu sinh sản ở đông nam và tây nam của Úc. Ở Úc, chúng là loài du cư phụ thuộc vào điều kiện khí hậu. Bộ lông của nó gần như màu đen với mỏ đỏ. Loài này được nhà tự nhiên Úc John Latham mô tả khoa học năm 1790, trước đây nó được đặt trong chi đơn loài Chenopis. Nó là loài sống đơn lẻ hay sống theo theo bầy lỏng lẻo với số lượng hàng trăm đến hàng ngàn con.
Một con thiên nga đen trưởng thành có chiều dài từ 110 đến 142 cm (43 và 56 in) và nặng 3,7–9 kilôgam (8,2–19,8 lb). Sải cánh dài từ 1,6 đến 2 mét (5,2 và 6,6 ft). Cổ dài (tương đối dài nhất trong số các con thiên nga) và có hình cong chữ "S".

## Phân loài
Thiên nga đen có một phân chi là thiên nga New Zealand, Cygnus (atratus) sumnerensis, một phân loài đã tuyệt chủng của thiên nga đen từ New Zealand và từ quần đảo Chatham.